# Saint-Julien-de-Vouvantes
Saint-Julien-de-Vouvantes es una comuna francesa situada en el departamento de Loira Atlántico, en la región de Países del Loira.

## Demografía
| 976 | 1008 | 947 | 1023 | 955 | 876 | 959 |
| Para los censos de 1962 a 1999 la población legal corresponde a la población sin duplicidades (Fuente: INSEE [Consultar]) |      |     |      |     |     |     |